# Darduin
I Darduin furono una famiglia di vetrai attivi a Murano a partire dal Cinquecento.

## Storia
Capostipite fu Enrico di Arduino (Rigo de Arduin nei documenti d'epoca, da cui il soprannome "Rigo" attribuito per secoli ai membri della casata) un tedesco che mediava tra i mercanti connazionali e gli artigiani muranesi. Sul finire del Quattrocento si stabilì definitivamente a Murano ed ebbe tre figli, Nicolò, Marco e Vincenzo. Furono i discendenti di quest'ultimo a distinguersi nell'arte vetraria.
Il ramo derivato da Giovanni di Vincenzo (1533-1583), padrone di fornace, è tuttora presente sull'isola. A questo appartenevano un Francesco, che si portò a Faenza e quindi a Roma, dove fabbricò cristalli e specchi; un Giovanni (1616-1688), attivo ad Anversa; un Piero (1645-1688), che trascorse un brevissimo periodo a Parigi attirato da Jean-Baptiste Colbert.
La linea di Bortolo di Vincenzo sussistette sino alla prima metà del Ottocento. Ne era un membro Domenico (1618-1683), proprietario dell'importante fornace alle "Due Fortune", passata poi al figlio Giacomo (1655-1715).
Quanto a Nicolò di Vincenzo (1546-1599), che ebbe una vetreria in società con i fratelli Giovanni e Girolamo, va ricordato perché padre di Giovanni (1585-1654), il più celebre membro della famiglia. Proprietario di una fornace, nel 1613 sposò Paulina di Battista Serena, appartenente a un'altra casata di vetrai noti per aver inventato la tecnica della filigrana. Qualche anno prima di morire, si preoccupò di raccogliere le ricette lui stesso e il padre avevano impiegato nell'esercizio dell'arte; sono tutt'oggi riportate in un manoscritto conservato all'Archivio di Stato di Venezia, posteriormente intitolato Secreti per far lo smalto et vetri colorati. La sua eredità passò alla moglie e al suo unico figlio maschio, Nicolò (1616-1655). Questi ultimi morirono però poco dopo e l'opera finì probabilmente alla figlia Angela, che nel 1648 aveva sposato Daniele Miotti, altro rampollo di una famiglia vetraia che, probabilmente, fece fortuna proprio grazie a questa eredità.
Il ricettario è una preziosissima testimonianza che permette di ricostruire la storia tecnologica dell'arte vetraria di Murano.
Attivi inoltre nella vita politica locale, i Darduin poterono riportare il proprio stemma (uno scudo con due dardi incrociati) sull'osella, la medaglia commemorativa coniata ogni anno a Murano. È il caso delle monete degli anni 1674, 1675 e 1676 (quando era camerlengo un Darduin non identificato) e del 1747 (quando era deputato della Comunità Pietro Darduin).